# Калверт, Эдди
Альберт Эдвард (Эдди) Калверт (англ. Albert Edward «Eddie» Calvert; 15 марта 1922 — 7 августа 1978) — английский трубач. Пик популярности музыканта приходится на 50-е годы. В 1960-е переехал в Южную Африку, где и жил до самой смерти. Эдди исполнял композиции других композиторов. Делал он это великолепно. Одни только названия говорят сами за себя. Такие, как «Моя любовь», «Одиночество», «Ностальгия». Его композиции были выпущены на пластинке под названием «Тюльпаны из Амстердама».

## Избранные композиции
- Моя любовь.
- Замбези.
- Покачай меня на радуге.
- Одиночество.
- Мистраль[2].
- О, мой папа.
- Если захочешь повидаться снова.
- Розовая вишня и белый цветок яблони
- Прошу, полюби, покорись.
- Ностальгия.
- Саусалито.
- Тюльпаны из Амстердама.